# بوکوفسکی (فیلم ۲۰۱۳)
بوکوفسکی (انگلیسی: Bukowski) فیلمی آمریکایی به کارگردانی جیمز فرانکو محصول سال ۲۰۱۳ است.